# Alberto Barucco
Alberto Barucco, född 8 februari 1906, var en argentinsk friidrottare. Han deltog vid olympiska sommarspelen 1928.